# Gáspár Nagy
Dans le nom hongrois Nagy Gáspár, le nom de famille précède le prénom, mais cet article utilise l’ordre habituel en français Gáspár Nagy, où le prénom précède le nom.
Gáspár Nagy, né le 4 mai 1949 à Bérbaltavár – mort le 4 janvier 2007 à Budapest, est un écrivain et poète hongrois.